# P2

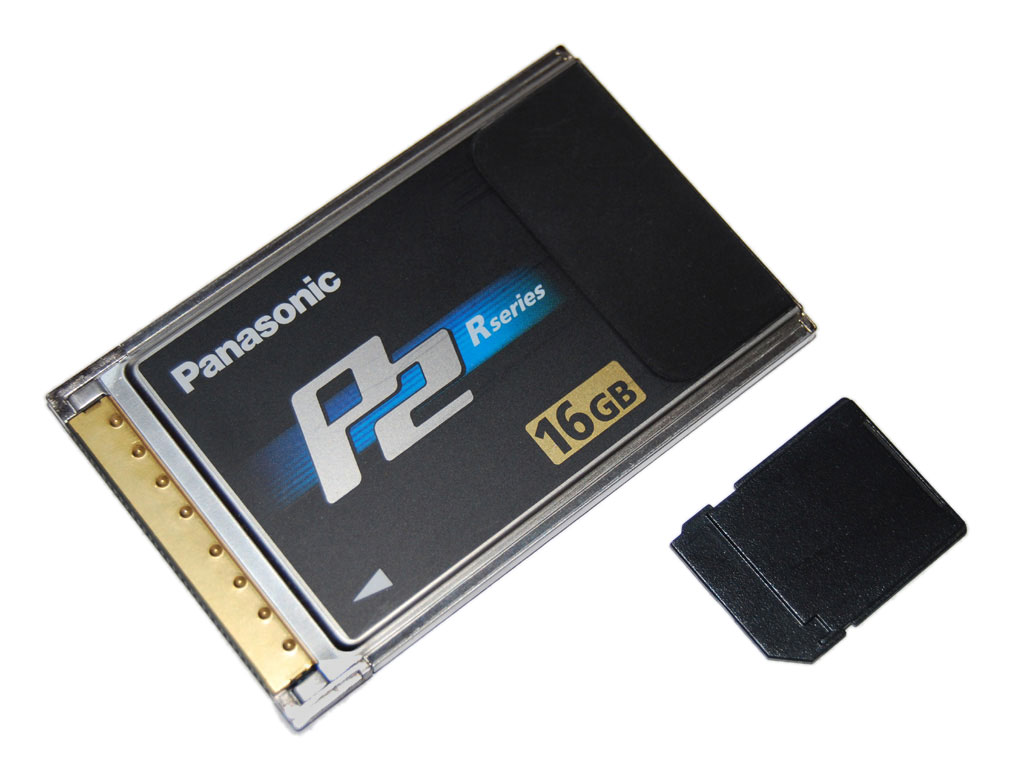
P2-карта, для сравнения SD-карта

P2 (англ. Professional Plug-In) — твердотельный носитель цифровой информации, разработанный компанией Panasonic в 2004 году для применения в профессиональных видеокамерах и цифровых кинокамерах для записи изображения и звука. По размерам соответствует карте PCMCIA и представляет собой RAID-массив, состоящий из 4 SD-флешкарт. Карта может быть подключена через разъём PCMCIA или подключена к компьютеру как жёсткий диск (требуется специальный драйвер).

## Различия с магнитной лентой
Преимущества:
- Быстрая загрузка на монтажное рабочее место (PC и Mac)
- Отсутствие подвижных деталей — износоустойчивость и нечувствительность к сотрясениям
- Благодаря нескольким слотам заполненная карта может быть заменена без перерыва в записи[2]
- Каждый сеанс видеосъёмки записан на карте в виде отдельного файла в контейнере MXF[2] и не требует дальнейшей сегментации

Недостатки:
- Значительная цена по сравнению с видеокассетами.
- Сравнительно малый объём (карты от 2 до 64 Гб[4]); в зависимости от качества записи 1 Гб —ca.[неизвестный термин] 1—8 минут (DVCPROHD, AVC Intra-100: 1Гб = 1 минуте)
- Опасность передачи вредоносных компьютерных вирусов
- Используется файловая система FAT32, не поддерживающая файлы размером более 4 ГБ, из-за этого длинные видеофрагменты могут сохраняться в виде наборов файлов (spanned clip)[5]

## Поддержка видеоформатов
- AVC Intra-100 | 100 Мб/c
- AVC Intra-50 | 50 Мб/c
- DVCPRO HD | 100 Мб/c
- DVCPRO 50 | 50 Мб/c
- DVCPRO 25 | 25 Мб/c
- DV | 25 Мб/c